# 정정수 (수영 선수)
정정수는 대한민국의 수영선수이다. 2014년 아시안 게임에서 처음에는 동메달을 땄지만 동료 박태환의 도핑 위반으로 메달이 박탈되었다.